# 熊汝器
熊汝器（1534年—？），字國用，號成吾，江西南昌府南昌縣人，民籍，明朝政治人物。

## 生平
嘉靖四十年（1561年）辛酉科江西鄉試第九十四名。嘉靖四十四年（1565年）乙丑科第三甲第一百五十三名進士。兵部观政，本年八月授任丘知县，隆慶二年（1568年）六月升苏州府同知，丁忧。六年五月復除松江府，万历五年（1577年）三月升南兵部员外，八月升南礼部郎中，八年六月升湖州知府，丁忧。十五年（1587年）二月復除兖州府，十七年二月升陕西行太仆寺少卿兼佥事，十九年四月升山西行太仆寺卿兼佥事，二十年调宁武兵备。

## 家族
曾祖父熊守信；祖父熊津；父熊盖，贈南礼部郎中；母秦氏。兄汝弼、弟汝相、汝賓、汝嘉。